# Шевченко Андрій Тимофійович
Шевче́нко Андрі́й Тимофі́йович — Герой Соціалістичної Праці. Працював в Семенівській сільській раді Криничанського району.